# Prosthiostomum gracile
Prosthiostomum gracile är en plattmaskart. Prosthiostomum gracile ingår i släktet Prosthiostomum och familjen Prosthiostomidae. Inga underarter finns listade i Catalogue of Life.